# Aeroportul Chile Chico
Aeroportul Chile Chico (IATA: CCH, ICAO: SCCC) este un aeroport din Provincia General Carrera, Regiunea Aysén, Chile ce deservește zona Chile Chico. A fost numit după zona deservită.
Situat la o altitudine de 326 m, aeroportul dispune de o singură pistă.